# Piatã
Piatã é um município brasileiro do estado da Bahia, localizado na Chapada Diamantina. Sua população, segundo estimativa do IBGE em 2024 era de 20 859 habitantes.
É o município mais alto e frio de toda a Região Nordeste do Brasil. Sua sede municipal está a uma altitude de 1.280 m, superando outros municípios serranos baianos, como Morro do Chapéu, Maracás, Rio de Contas, Barra do Choça, Lagedo do Tabocal, Itiruçu, Ibicoara, Mucugê, Barra da Estiva e Vitória da Conquista.

## Etimologia
"Piatã" é um nome com origem na língua tupi: significa "coragem", nome atribuído artificialmente so século XX. Piatã, etimologicamente, significa "pé duro", através da junção dos termos py (pé) e atã (duro).

## História

### Origens e povoamento
Originalmente, a região era habitada por indígenas tapuias, das etnias dos maracás e cariris.
Em meados do século XVI, Mem de Sá, então governador-geral do Brasil, enviou o explorador Vasco Rodrigues de Caldas para explorar o interior da Bahia e encontrar ouro. Partindo de Salvador, Vasco chegou à atual hoje é Andaraí, mas não encontrou o minério.
A partir de meados do século XVII, a região da Chapada Diamantina foi desbravada por bandeirantes paulistas, à procura de ouro. Nas suas explorações, descobriram, no final do século, um quilombo situado entre as serras de Santana e da Tromba.
No início do século XVIII, foi descoberto ouro na região de Piatã, o que atraiu muitos forasteiros para minerá-lo, entre portugueses, paulistas e baianos. Estes desbravadores se fixaram em fazendas e entraram em conflito com os indígenas.
Na década de 1720, Pedro Barbosa Leal foi encarregado pelo então governador-geral do Brasil, Vasco Fernandes César de Meneses, para construir uma estrada ligando as vilas de Minas do Rio de Contas e Jacobina. Nas margens deste caminho, entre 1725 e 1726, foi erguida, entre as serras de Santana e da Tromba, em terreno cedido por João de Moraes Barros, uma capela em louvor a Bom Jesus, no local em que atualmente se situa a matriz de Piatã, e, ao seu redor, formou-se o povoado de Bom Jesus dos Limões (atual Piatã), pertencente à vila de Minas do Rio de Contas.
Outro nome bastante importante da história regional é o de Antônio Veloso da Silva, que provavelmente era português. Este explorador teve intensa atuação nestes sertões no combate aos indígenas bravios e negros fugidos. Em 1732, foi encarregado da missão de descer o rio de Contas e conduzir ouro até a casa de fundição da vila de Minas do Rio de Contas, além de abrir um melhor caminho às minas da região de Piatã. Em 1738, travou um violento combate entre os indígenas em um trecho do rio, ali fundando uma fazenda de gado, no local onde hoje se situa a cidade de Jussiape.
Com o fim da mineração, no final do século XVIII, o povoado de Bom Jesus dos Limões começou a se esvaziar, com os seus habitantes se instalando em propriedades rurais na região.
Com a descoberta de jazidas de diamantes em Mucugê, Andaraí, Lençóis e Palmeiras, em meados do século XIX, muitos habitantes da região de Piatã migraram para essas minas.

### Formação administrativa
Em 25 de maio de 1842, a lei provincial nº 169 criou, dentro da vila de Minas do Rio de Contas, a freguesia de Bom Jesus do Rio de Contas. Pela lei provincial nº 1.813, de 11 de julho de 1878, esta freguesia foi emancipada e elevada à categoria de vila.
Posteriormente, a vila de Bom Jesus do Rio de Contas seria elevada à categoria de cidade.
A Lei Municipal n° 31, de 29 de junho de 1916, aprovada pela Lei Estadual n° 1162 de 9 de agosto do mesmo ano, criou, dentro de Bom Jesus do Rio de Contas, o distrito de Ipiranga.
Em 8 de julho de 1931, com o decreto estadual nº 7479, Bom Jesus do Rio de Contas passou a denominar-se Anchieta. Já em 29 de maio de 1934, o decreto-lei estadual nº 8940 criou o distrito de Cabrália. Em 31 de dezembro de 1943, o decreto-lei estadual nº 141 alterou o nome do distrito-sede e município de Anchieta para Piatã e do distrito de Ipiranga para Inúbia.
Por meio do Decreto-lei estadual n° 519, de 19 de junho de 1945, foi criada a Comarca de Piatã, desmembrada da de Rio de Contas.
A lei estadual nº 1622, de 22 de fevereiro de 1962, desmembrou do município de Piatã os distrito de Abaíra e Catolés para formar o território do novo município de Abaíra.
A lei estadual nº 1688, de 23 de abril de 1962, desmembrou de Piatã os distrito de Boninal e Bastião para constituir o novo município de Boninal.

## Geografia

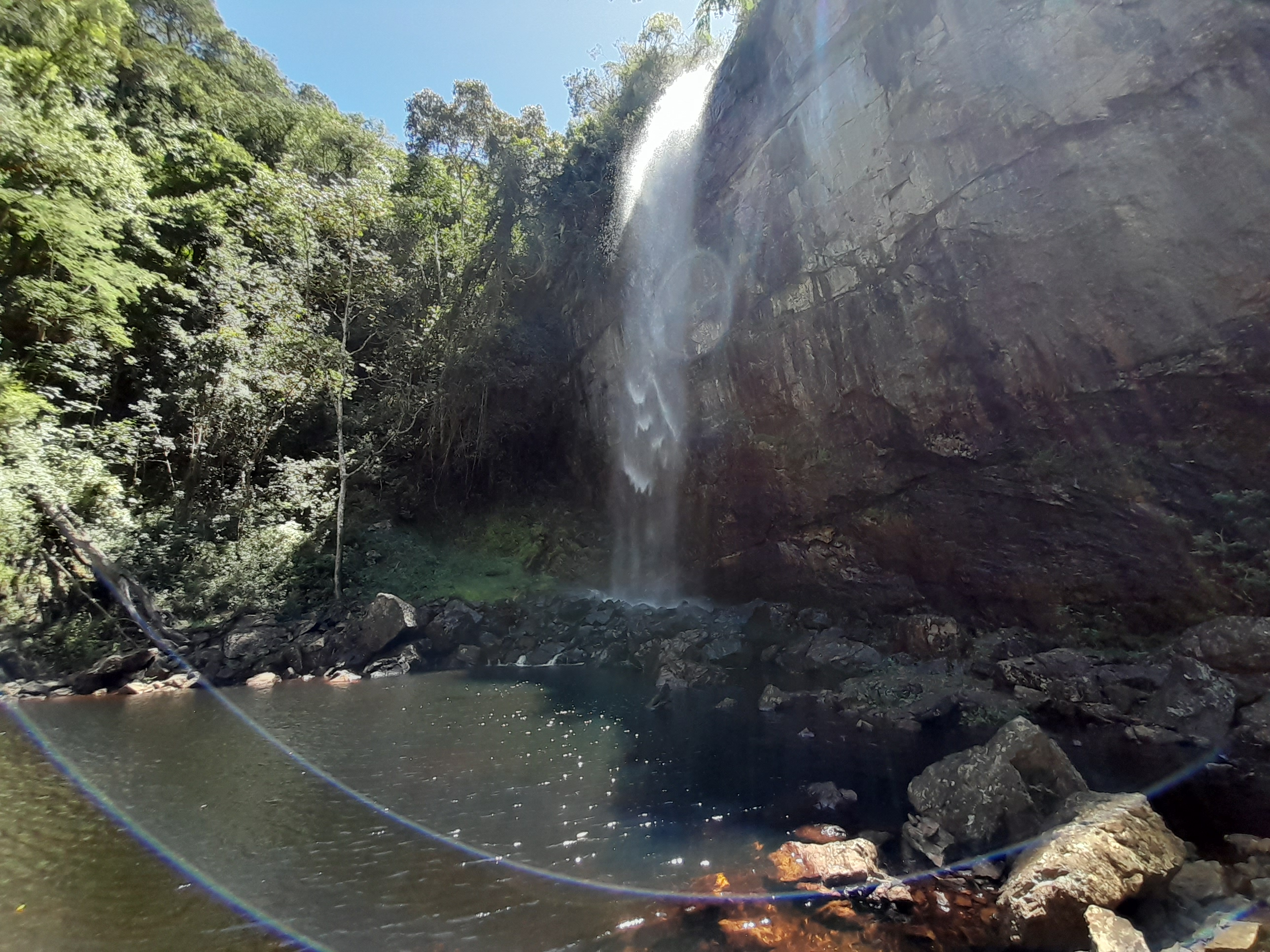
Cachoeira do Patrício, no município de Piatã.

O município de Piatã está situado na região das montanhas da Chapada Diamantina, em altitudes superiores a 800 m. Sua sede municipal está a uma altitude de 1280 metros, sendo o município mais alto da Bahia e do Nordeste e o 15ª mais alto do Brasil.

### Clima
Devido à sua altitude, Piatã é considerada uma das cidades mais frias do Nordeste brasileiro. A cidade possui um clima oceânico (Cfb, segundo a classificação climática de Köppen-Geiger). A cidade possui verão úmido e fresco, devido às frentes frias oriundas do sul e do sudeste. No verão e final da primavera, as temperaturas máximas ficam em torno de 28 °C nos meses mais quentes. Julho é o mês mais frio, com uma temperatura média de 16,8 °C.
Segundo dados da estação meteorológica automática do Instituto Nacional de Meteorologia (INMET) no município, em operação desde maio de 2008, a menor temperatura registrada em Piatã foi de 9,3 °C em 31 de agosto de 2022 e a maior atingiu 34,4 °C em 27 de dezembro de 2023. O menor índice de umidade relativa do ar ocorreu nos dias 19 de outubro de 2019, 15 de setembro de 2021, 11 de setembro de 2022 e 25 de dezembro de 2023, de apenas 7%, caracterizando estado de emergência. Por sua vez, a maior rajada de vento chegou a 21,5 m/s (77,4 km/h) em 17 de junho de 2020.
| Dados climatológicos para Piatã, Bahia                                                            | Dados climatológicos para Piatã, Bahia | Dados climatológicos para Piatã, Bahia | Dados climatológicos para Piatã, Bahia | Dados climatológicos para Piatã, Bahia | Dados climatológicos para Piatã, Bahia | Dados climatológicos para Piatã, Bahia | Dados climatológicos para Piatã, Bahia | Dados climatológicos para Piatã, Bahia | Dados climatológicos para Piatã, Bahia | Dados climatológicos para Piatã, Bahia | Dados climatológicos para Piatã, Bahia | Dados climatológicos para Piatã, Bahia | Dados climatológicos para Piatã, Bahia |
| Mês                                                                                               | Jan                                    | Fev                                    | Mar                                    | Abr                                    | Mai                                    | Jun                                    | Jul                                    | Ago                                    | Set                                    | Out                                    | Nov                                    | Dez                                    | Ano                                    |
| ------------------------------------------------------------------------------------------------- | -------------------------------------- | -------------------------------------- | -------------------------------------- | -------------------------------------- | -------------------------------------- | -------------------------------------- | -------------------------------------- | -------------------------------------- | -------------------------------------- | -------------------------------------- | -------------------------------------- | -------------------------------------- | -------------------------------------- |
| Temperatura máxima recorde (°C)                                                                   | 32,1                                   | 32,2                                   | 33,2                                   | 32,8                                   | 30,2                                   | 30,3                                   | 28,8                                   | 30,7                                   | 33,8                                   | 33,3                                   | 33,2                                   | 34,4                                   | 34,4                                   |
| Temperatura máxima média (°C)                                                                     | 26,6                                   | 26,6                                   | 27                                     | 25,3                                   | 23,8                                   | 22,5                                   | 21,7                                   | 22,9                                   | 25,1                                   | 26,7                                   | 25,8                                   | 26,5                                   | 25                                     |
| Temperatura média (°C)                                                                            | 21,7                                   | 21,9                                   | 22,2                                   | 21,1                                   | 19,7                                   | 18,4                                   | 17,5                                   | 18,1                                   | 19,6                                   | 21,3                                   | 21,2                                   | 21,7                                   | 20,4                                   |
| Temperatura mínima média (°C)                                                                     | 16,9                                   | 17,2                                   | 17,4                                   | 16,8                                   | 15,6                                   | 14,3                                   | 13,2                                   | 13,3                                   | 14,2                                   | 15,9                                   | 16,7                                   | 16,9                                   | 15,7                                   |
| Temperatura mínima recorde (°C)                                                                   | 13,7                                   | 13,9                                   | 14,3                                   | 13                                     | 11,4                                   | 10,1                                   | 9,6                                    | 9,3                                    | 10,5                                   | 11,5                                   | 12,9                                   | 13,7                                   | 9,3                                    |
| Fontes: Instituto Nacional de Meteorologia (INMET) (recordes de temperatura: 03/05/2008-presente) |                                        |                                        |                                        |                                        |                                        |                                        |                                        |                                        |                                        |                                        |                                        |                                        |                                        |

## Demografia

### População
A população de Piatã, segundo o Censo 2022 do Instituto Brasileiro de Geografia e Estatística, é de 20 086 habitantes, e sua densidade demográfica é de 11,00 habitantes por quilômetro quadrado.

## Cultura

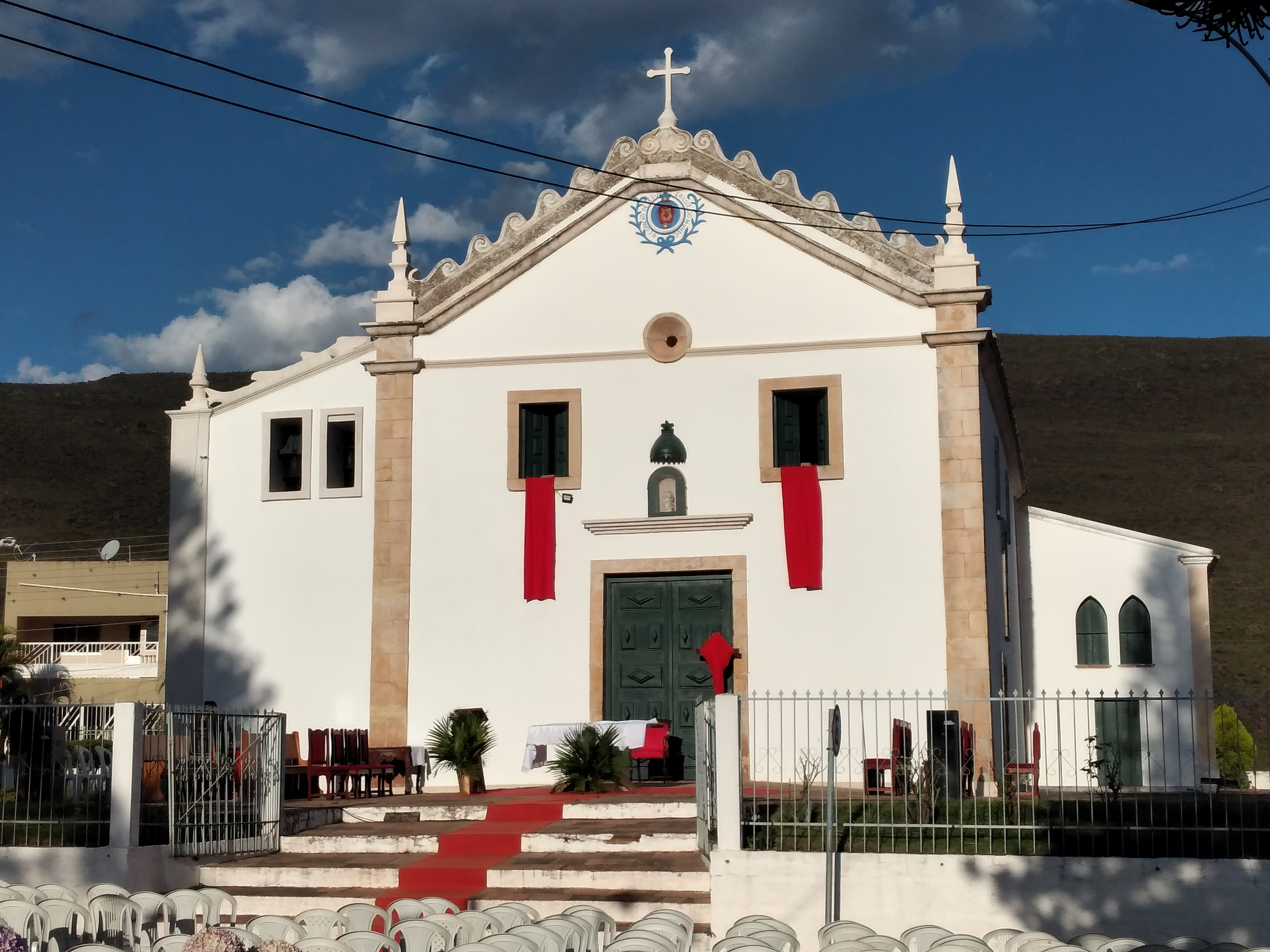
Igreja Matriz do Bom Jesus, no centro da cidade de Piatã e importante patrimônio histórico da cidade.

### Patrimônio Material
Piatã possui dois exemplares de arquitetura religiosa tombados na esfera estadual: a Capela Nossa Senhora do Rosário e a Igreja Matriz do Bom Jesus. Esta última foi criada como uma capela em meados do século XVIII e transformada em matriz no ano de 1842.

### Patrimônio imaterial
A população piatanense foi formada pela mistura entre portugueses, indígenas e negros. As influências dos três também está presente na cultura do município, como na Folia de Santos Reis realizada em algumas comunidades rurais entre a véspera de Natal e o dia 6 de janeiro, quando comemora-se o Dia de Reis.
As festividades religiosas também são importantes para a população de Piatã. Entre elas, destacam-se os eventos relacionados à Semana Santa, como a vigília realizada na passagem de quinta para a Sexta-Feira Santa, quando a população realiza a subida da Serra de Santana com passagem pela Capela do Senhor do Bonfim, reproduzindo a Via Sacra.

### Comunidades quilombolas
Piatã conta com comunidades certificadas pela Fundação Cultural Palmares como remanescentes de comunidades quilombolas, com base em critérios de autodeclaração, ancestralidade negra e relatos históricos desses grupos. Esta certificação envolve dados sobre os troncos familiares, as manifestações culturais tradicionais, festividades religiosas e atividade produtiva.
Em Piatã, estas comunidades, situadas nas áreas rurais, são: Palmeira, Machado, Tijuco e Capão Frio, Capão, Carrapicho, Mutuca, Sítio dos Pereira, Barreiro, Caiçara, Ribeirão de Cima, Ribeirão do Meio e Tamburil.

### Sítios arqueológicos
Piatã conta com três sítios arqueológicos do tipo rupestre: Lapa dos Tapuias, Serra Grande e Três Morros.